# Golpe de Estado na Mauritânia em 2005
O golpe de Estado na Mauritânia de 2005 ocorreu em 3 de agosto, onde o então Ditador do país Maaouya Ould Sid'Ahmed Taya foi deposto pelo exército mauritano e foi substituído no poder por uma junta militar, o Conselho Militar para a Justiça e a Democracia. O ocorrido se passou durante a visita do presidente do país ao funeral do rei Fahd da Arábia Saudita.
Após as eleições presidenciais de 11 de março de 2007, o governo militar deixou o poder.